# Механическая работа
Механи́ческая рабо́та — физическая величина — скалярная количественная мера действия силы (равнодействующей сил) на тело или сил на систему тел. Зависит от численной величины и направления силы (сил) и от перемещения тела (системы тел).
При постоянной силе и прямолинейном движении материальной точки, работа рассчитывается как произведение величины силы на перемещение и на косинус угла между векторами перемещения и силы: {\displaystyle A=Fs\cos(F,s)}. В более сложных случаях (непостоянная сила, криволинейное движение) это соотношение применимо к малому промежутку времени, а для вычисления полной работы необходимо суммирование по всем таким промежуткам.  
В механике совершение работы над телом является единственной причиной изменения его энергии; в других областях физики энергия изменяется и за счёт иных факторов (например, в термодинамике — теплообмена). 

## Определение работы
По определению, «элементарная» (совершаемая за бесконечно малое время) работа — скалярное произведение действующей на материальную точку силы {\displaystyle {\vec {F}}} на перемещение {\displaystyle d{\vec {s}}}, то есть 
{\displaystyle \delta A={\vec {F}}\cdot d{\vec {s}}}.
Использование символа δ (а не {\displaystyle d}) обусловлено тем, что  дифференциал   работы не обязательно полный. 
Работа за конечный промежуток времени — интеграл элементарной работы: 
{\displaystyle A=\int \delta A}.
Если имеется система материальных точек, выполняется суммирование по всем точкам. При наличии нескольких сил их работа определяется как работа равнодействующей (векторной суммы) этих сил.

## Обозначения, размерность
Работа обычно обозначается заглавной буквой {\displaystyle A} (от нем. Arbeit — работа, труд) или заглавной буквой {\displaystyle W} (от англ. work — работа, труд).
Единицей измерения (размерностью) работы в Международной системе единиц (СИ) является джоуль, в СГС — эрг. При этом
1 Дж = 1 кг·м²/с² = 1 Н·м;
1 эрг = 1 г·см²/с² = 1 дин·см;
1 эрг = 10−7 Дж.

## Вычисление работы

### Случай одной материальной точки

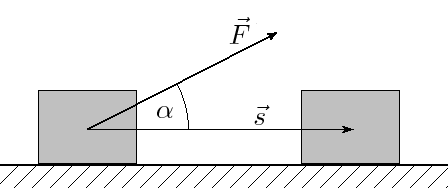

При прямолинейном движении материальной точки и постоянном значении приложенной к ней силы, работа (этой силы) равна произведению проекции вектора силы на направление движения и длины вектора перемещения, совершённого точкой:
{\displaystyle A=F_{s}s=Fs\ \mathrm {cos} (F,s)={\vec {F}}\cdot {\vec {s}}}
Здесь «{\displaystyle \,\cdot \,}» обозначает скалярное произведение, {\displaystyle {\vec {s}}} — вектор перемещения.
Если направление приложенной силы ортогонально перемещению тела или перемещение равно нулю, то работа этой силы равна нулю.
В общем случае, когда сила не постоянна, а движение не прямолинейно, работа вычисляется как криволинейный интеграл второго рода по траектории точки:
{\displaystyle A=\int {\vec {F}}\cdot d{\vec {s}}}
(подразумевается суммирование по кривой, которая является пределом ломаной, составленной из перемещений {\displaystyle d{\vec {s}}}, если вначале считать их конечными, а потом устремить длину каждого к нулю).
Если существует зависимость силы от координат, интеграл определяется следующим образом:
{\displaystyle A=\int \limits _{{\vec {r}}_{0}}^{{\vec {r}}_{1}}{\vec {F}}\left({\vec {r}}\right)\cdot d{\vec {r}}},
где {\displaystyle {\vec {r}}_{0}} и {\displaystyle {\vec {r}}_{1}} — радиус-векторы начального и конечного положения тела. Например, если движение происходит в плоскости {\displaystyle xy}, а {\displaystyle {\vec {F}}=F_{x}{\vec {e}}_{x}+F_{y}{\vec {e}}_{y}} и {\displaystyle d{\vec {r}}=dx{\vec {e}}_{x}+dy{\vec {e}}_{y}} ({\displaystyle {\vec {e}}_{x}}, {\displaystyle {\vec {e}}_{y}} — орты), то последний интеграл обретёт вид {\displaystyle A=\int (F_{x}+F_{y}|dy/dx|)dx}, где производная {\displaystyle dy/dx} берётся для кривой {\displaystyle y(x)}, по которой движется точка.
Если сила {\displaystyle {\vec {F}}} является консервативной (потенциальной), результат вычисления работы будет зависеть только от начального и финального положения точки, но не от траектории, по которой она перемещалась.

### Случай системы точек или тела
Работа сил по перемещению системы из {\displaystyle N} материальных точек определяется как сумма работ этих сил по перемещению каждой точки (работы, совершённые над каждой точкой системы, суммируются в работу этих сил над системой):
{\displaystyle A=\sum A_{n},\quad n=1,2,..,N}.
Если тело не является системой дискретных точек, его можно разбить (мысленно) на множество бесконечно малых элементов (кусочков), каждый из которых можно считать материальной точкой, и вычислить работу в соответствии с определением выше. В этом случае дискретная сумма заменяется на интеграл:
{\displaystyle A=\int \delta A({\vec {r}}')=\iint {\frac {d{\vec {F}}({\vec {r}}')}{dV'}}\cdot d{\vec {r}}({\vec {r}}')dV'},
где {\displaystyle dA({\vec {r}}')} — работа по перемещению бесконечно малого фрагмента объёма тела {\displaystyle dV'}, локализованного около координаты {\displaystyle {\vec {r}}'} (в системе отсчёта тела), от начального до финального положения, {\displaystyle d{\vec {F}}/dV'} (Н/м3) — плотность действующей силы, а интегрирование проводится по всему объёму тела.
Эти формулы могут быть использованы как для вычисления работы конкретной силы или класса сил, так и для вычисления полной работы, совершаемой всеми силами, действующими на систему.

## Работа и кинетическая энергия
Кинетическая энергия вводится в механике в прямой связи с понятием работы.
С использованием второго закона Ньютона, позволяющего выразить силу через ускорение как {\displaystyle {\vec {F}}=m{\vec {a}}} (где {\displaystyle m} — масса материальной точки), а также соотношений {\displaystyle d{\vec {s}}=d{\vec {r}}={\vec {v}}dt} и {\displaystyle d(v^{2})/dt=d({\vec {v}}\cdot {\vec {v}})/dt=2{\vec {a}}\cdot {\vec {v}}}, элементарная работа может быть переписана как 
{\displaystyle \delta A=m{\vec {a}}\cdot {\vec {v}}dt={\frac {d}{dt}}\left({\frac {mv^{2}}{2}}\right)dt}.
При интегрировании от начального до финального момента получится
{\displaystyle A=\Delta \left({\frac {mv^{2}}{2}}\right)=\Delta E_{k}},
где {\displaystyle E_{k}} — кинетическая энергия. Для материальной точки она определяется как половина произведения массы этой точки на квадрат её скорости и выражается как {\displaystyle E_{k}=mv^{2}/2}. Для сложных объектов, состоящих из множества частиц, кинетическая энергия тела равна сумме кинетических энергий частиц.

## Работа и потенциальная энергия
Сила называется потенциальной, если существует скалярная функция координат, известная как потенциальная энергия и обозначаемая {\displaystyle E_{p}}, такая, что
{\displaystyle {\vec {F}}=-\nabla E_{p}}.
Здесь {\displaystyle \nabla } — оператор набла. Если все силы, действующие на частицу, консервативны, и {\displaystyle E_{p}} является полной потенциальной энергией, полученной суммированием потенциальных энергий, соответствующих каждой силе, то
{\displaystyle {\vec {F}}\cdot d{\vec {s}}=-\nabla E_{p}\cdot d{\vec {s}}=-dE_{p}\Rightarrow -dE_{p}=dE_{k}\Rightarrow d(E_{k}+E_{p})=0}.
Данный результат известен как закон сохранения механической энергии и утверждает, что полная механическая энергия 
{\displaystyle E=E_{k}+E_{p}}
в замкнутой системе, в которой действуют консервативные силы, является постоянной во времени. Этот закон широко используется при решении задач классической механики.

## Работа силы втеоретической механике
Пусть материальная точка {\displaystyle M} движется по непрерывно дифференцируемой кривой {\displaystyle G=\{r=r(s)\}}, где s — переменная длина дуги, {\displaystyle 0\leq s\leq S}, и на неё действует сила {\displaystyle F(s)}, направленная по касательной к траектории в направлении движения (если сила не направлена по касательной, то будем понимать под {\displaystyle F(s)} проекцию силы на положительную касательную кривой, таким образом сведя и этот случай к рассматриваемому далее).
Величина {\displaystyle F(\xi _{i})\triangle s_{i},\triangle s_{i}=s_{i}-s_{i-1},i=1,2,...,i_{\tau }}, называется элементарной работой силы {\displaystyle F} на участке {\displaystyle G_{i}} и принимается за приближённое значение работы, которую производит сила {\displaystyle F}, воздействующая на материальную точку, когда последняя проходит кривую {\displaystyle G_{i}}. Сумма всех элементарных работ {\displaystyle \sum _{i=1}^{i_{\tau }}F(\xi _{i})\triangle s_{i}} является интегральной суммой Римана функции {\displaystyle F(s)}.
В соответствии с определением интеграла Римана, можем дать определение работе:
Предел, к которому стремится сумма {\displaystyle \sum _{i=1}^{i_{\tau }}F(\xi _{i})\triangle s_{i}} всех элементарных работ, когда мелкость {\displaystyle |\tau |} разбиения {\displaystyle \tau } стремится к нулю, называется работой силы {\displaystyle F} вдоль кривой {\displaystyle G}.
Таким образом, если обозначить эту работу буквой {\displaystyle A}, то, в силу данного определения,
{\displaystyle A=\lim _{|\tau |\rightarrow 0}\sum _{i=1}^{i_{\tau }}F(\xi _{i})\triangle s_{i}=\int \limits _{0}^{s}F(s)ds}.
Если положение точки на траектории её движения описывается с помощью какого-либо другого параметра {\displaystyle t} (например, времени) и если величина пройденного пути {\displaystyle s=s(t)}, {\displaystyle a\leq t\leq b} является непрерывно дифференцируемой функцией, то из последней формулы получится
{\displaystyle A=\int \limits _{a}^{b}F[s(t)]s'(t)dt}.

## Работа в термодинамике
В термодинамике работа, совершённая газом при расширении, рассчитывается как интеграл давления по объёму:
{\displaystyle A_{1\rightarrow 2}=\int \limits _{V_{1}}^{V_{2}}PdV}.
Работа, совершённая над газом, совпадает с этим выражением по абсолютной величине, но противоположна по знаку.
- Естественное обобщение этой формулы применимо не только к процессам, где давление есть однозначная функция объёма, но и к любому процессу (изображаемому любой кривой в плоскости {\displaystyle PV}), в частности, к циклическим процессам.
- В принципе, формула применима не только к газу, но и к чему угодно, способному оказывать давление (надо только чтобы давление в сосуде было всюду одинаковым, что неявно подразумевается в формуле).

Эта формула непосредственно связана с механической работой, хотя, казалось бы, относится к другому разделу физики. Сила давления газа направлена ортогонально к каждой элементарной площадке и равна произведению давления {\displaystyle P} на площадь {\displaystyle dS} площадки.
При расширении сосуда, работа, совершаемая газом для смещения {\displaystyle h} одной такой элементарной площадки, составит
{\displaystyle dA=PdSh}.
Это и есть произведение давления на приращение объёма вблизи элементарной площадки. После суммирования по всем {\displaystyle dS}, получится результат, где будет уже полное приращение объёма, как и в главной формуле раздела.